# Мирзачульский район
Мирзачульский район (тума́н; узб. Mirzachoʻl tumani / Мирзачўл тумани) — район на севере Джизакской области Узбекистана. Административный центр — город Гагарин.

## История
До 25 июня 1959 года входил в состав Ташкентской области, затем был присоединён к Гулистанскому району. Вновь Мирзачульский район был создан 9 января 1967 года.

## Известные уроженцы
- Белов, Николай Иванович (1912—1982) — советский учёный в области создания систем управления ракетными комплексами,  член-корреспондент академии Артиллерийских наук СССР, дважды лауреат Сталинской премии, заслуженный деятель науки и техники РСФСР, доктор технических наук, профессор. Родился в посёлке Романовка.